# Navarra (tauromaquia)
La navarra es un lance o suerte del toreo que se realiza con el capote. Su antigüedad es considerable, ya que Pepe Hillo la incluye en las suertes habituales de su época. La suerte de la navarra se ejecuta colocándose el torero en la rectitud del terreno que ocupa el toro para después, tenderle la suerte a la par que embiste. Cuando el toro se encuentra en los terrenos del torero y está bien humillado, se le arranca la capa por abajo, y con ella se da una vuelta sobre los pies, volviendo a quedar de frente el toro.
Originalmente se trató de la suerte de capa que se realizaba con más frecuencia, después de la verónica. Para la realización de esta suerte se requieren toros con determinadas características que hagan posible el lucimiento de esta suerte.
Esta suerte que en España se conoce como navarra, en México se le denomina chicuelina antigua debido a Chicuelo, quien la mostró por primera vez en tierras aztecas.
La navarra clásica es atribuida a Martincho. En los últimos años ha variado su ejecución respecto a las directrices clásicas y han sido toreros como José Migue Arroyo 'Joselito' o Luis Francisco Esplá.